# 苗栗縣文華國民小學
苗栗縣苗栗市文華國民小學（簡稱文華國小）為臺灣苗栗縣苗栗市的一所國民小學，附設有幼稚園。

## 歷史
1997年3月成立。
2014年，活動中心啟用。
2018年，成立「苗栗縣文華國小少棒隊」
2023年5月15日，圖書館啟用。

## 姊妹校
- ：江口初等學校（朝鲜语：강구초등학교）[3]

## 外部連結
- 苗栗縣文華國民小學官網
- 苗栗縣文華國民小學的Facebook專頁